# Diego Gutiérrez Zúñiga
Diego Nicolás Gutiérrez Zúñiga (Greenfield Park, Quebec, Canadá) es un futbolista canadiense de ascendencia chilena. Juega de centrocampista y su equipo actual es el Cavalry FC de la Canadian Premier League.

## Trayectoria

### Palestino
Gutiérrez debutó profesionalmente el 6 de noviembre de 2015 con Palestino contra Deportes Antofagasta. Jugó cinco encuentros ligueros en la temporada 2015-16 y dos de Copa Chile.

### Valour FC
Tras dejar Palestino, fichó por el Valour FC de la Canadian Premier League el 4 de marzo de 2019.

### Barnechea
El 2 de marzo de 2021 se anunció su fichaje por el Barnechea de la Primera B de Chile.

## Selección nacional
Por su origen, Gutiérrez puede representar a Chile o Canadá a nivel internacional.

### Chile
Gutiérrez fue citado a la selección de Chile sub-20 en junio de 2016 para unos encuentros amistosos contra Paraguay.

### Canadá
En enero de 2017 fue llamado a una concentración de la selección de Canadá sub-20. Debutó contra Panamá en un encuentro amistoso ese mes. Formó parte del plantel que disputó la Campeonato Sub-20 de la Concacaf de 2017 en Costa Rica.

## Vida personal
Gutiérrez nació en Greenfield Park, Quebec, y es hijo de padres chilenos. Se mudó a Santiago, Chile, junto a su familia a los tres años de edad. Su hermano gemelo Cristián también es futbolista.

## Clubes
| Club       | País   | Año       |
| ---------- | ------ | --------- |
| Palestino  | Chile  | 2015-2019 |
| Valour FC  | Canadá | 2019-2020 |
| Barnechea  | Chile  | 2021      |
| Valour FC  | Canadá | 2022-2023 |
| Cavalry FC | Canadá | 2024-Act. |

## Palmarés

### Títulos nacionales
| Título     | Club      | País  | Año  |
| ---------- | --------- | ----- | ---- |
| Copa Chile | Palestino | Chile | 2018 |